# Holoșina, Putila
Holoșina (în ucraineană Голошина, transliterat: Holoșîna și în germană Koloszyna) este un sat în raionul Putila din regiunea Cernăuți (Ucraina), depinzând administrativ de comuna Iablonița. Are 129 locuitori, în totalitate ucraineni (huțuli).
Satul este situat la o altitudine de 1339 metri, pe malul râului Ceremușul Alb, în partea de est a raionului Putila.

## Istorie
Localitatea Holoșina a făcut parte încă de la înființare din regiunea istorică Bucovina a Principatului Moldovei. După anexarea Bucovinei de către Imperiul Habsburgic în anul 1775, localitatea Holoșina a făcut parte din Ducatul Bucovinei, guvernat de către austrieci, făcând parte din districtul Putila (în germană Putilla). 
După Unirea Bucovinei cu România la 28 noiembrie 1918, satul Holoșina a făcut parte din componența României, în Plasa Putilei a județului Rădăuți. Pe atunci, majoritatea populației era formată din ucraineni. 
Ca urmare a Pactului Ribbentrop-Molotov (1939), Bucovina de Nord a fost anexată de către URSS la 28 iunie 1940, reintrând în componența României în perioada 1941-1944. Apoi, Bucovina de Nord a fost reocupată de către URSS în anul 1944 și integrată în componența RSS Ucrainene. 
Începând din anul 1991, satul Holoșina face parte din raionul Putila al regiunii Cernăuți din cadrul Ucrainei independente. Conform recensământului din 1989, toți locuitorii satului s-au declarat de etnie ucraineană . În prezent, satul are 129 locuitori, în totalitate ucraineni.

## Demografie
Componența lingvistică a localității Holoșina
     Ucraineană (100%)
Conform recensământului din 2001, toată populația localității Holoșina era vorbitoare de ucraineană (100%).
1989: 139 (recensământ) 
2007: 129 (estimare)